# HD 210277
| 太陽 | HD 210277 |
| ---- | --------- |
| 太陽 | Exoplanet |

HD 210277は、みずがめ座の方角にある7等級の恒星で、太陽と似た黄色の主系列星である。地球から約70光年の位置にあり、肉眼では見えないが、双眼鏡では容易に見ることができる。質量は0.99太陽質量程度で、年齢は約75億年と推定されている。

## 惑星系と星周円盤
恒星の周囲を、質量の大きな太陽系外惑星が公転している。系外惑星を持つ他の多くの恒星と同様に、金属量は高めで、太陽の6割増くらいある。
また、1999年には赤外線の観測から、塵の円盤が発見されたと発表された。この円盤は、恒星から30 auから62 au離れた位置に分布しており、太陽系におけるエッジワース・カイパーベルトのようなものだと考えられた。しかし、スピッツァー宇宙望遠鏡による70 μm、24 μmの波長の観測では、星周円盤の証拠である赤外線の超過を検出することができなかった。
| 名称 （恒星に近い順） | 質量             | 軌道長半径 （天文単位） | 公転周期 (日) | 軌道離心率    | 軌道傾斜角 | 半径      |
| --------------------- | ---------------- | ----------------------- | ------------- | ------------- | ---------- | --------- |
| b                     | > 1.23 ± 0.05 MJ | 1.10 ± 0.02             | 442.1 ± 0.4   | 0.472 ± 0.011 | —          | 1.0715 RJ |
| 塵円盤?               | 30—62 au         | 30—62 au                | 30—62 au      | 30—62 au      | —          | —         |

## 名称
2019年、世界中の全ての国または地域に1つの系外惑星系を命名する機会を提供する「IAU100 Name ExoWorldsプロジェクト」において、HD 210277系はアフガニスタン共和国に割り当てられる惑星系となった。このプロジェクトは、「国際天文学連合100周年事業」の一環として計画されたイベントの1つで、アフガニスタン国内での選考と国際天文学連合 (IAU) への提案を経て、2019年12月に最終結果が発表される予定である。